# Коперникон
Фестиваль игр и фантастики «Коперникон» — конвент, проходящий в 1998—1999 годах (под названием конвент любителей фантастики Коперникон) с 2010 года в Торуни.

## История
В марте 1998 года в Торуни был основан Торуньский клуб фантастики Mithost. В декабре того же года был организован первый Коперникон. Год спустя Коперникон стал общенациональным событием.
В следующем году организаторы решили переименовать свой конвент в Общенациональный конвент любителей фантастики Захкон, а сам Коперникон должен был стать нерегулярным местным, небольшим конвентом.
В 2010 году, узнав о том, что Zahcon не состоится, возникающая Ассоциация Игр и фантастики «Жемчужина Империи» решила организовать национальный конвент под названием Коперникон. После организации двух выпусков фестиваля ассоциацию парализовали внутренние конфликты, в результате чего она не смогла продолжить работу конвента.
В 2012 году работу по организации Коперникон взяла на себя новая ассоциация любителей игр и фантастики Торн.

## Выпуски

### 1998
12 декабря 1998 — первый Конвент любителей фантастики Коперникон, организованный Торуньским клубом фантастики Mithost. Мероприятие местного масштаба.

### 1999
25-26 сентября 1999 — второй Конвент любителей фантастики Коперникон, организованный Торуньским клубом фантастики Mithost. Мероприятие состоялось в Торуньском Форте IV, части крепости Торунь. Были конкурсы, Manga room и турниры, между прочим, в Magic: The Gathering, Warhammer Fantasy Battle, Warhammer 40000 и магия и меч. LARP также был проведен в жанре фэнтези.

### 2010
15-17 октября 2010 — первый фестиваль игр и фэнтези Коперникон. Мероприятие организовано Ассоциацией игр и фантастики «Жемчужина империи». Конвент проходил на территории школьного комплекса № 10, на площади Святой Екатерины (недалеко от торуньского старого города). Гостями первого выпуска были, между прочим, Jarosław Błotny, Anna Brzezińska, Andrzej Ciosański, капитан замка Хойник Jędrkiem называется, Stefan Darda, Łukasz Orbitowski и Rafał W. Orkan. Программа фестиваля была разделена на блоки: LARP и Jeepform, RPG, лекции, Manga Room, Games Room, Video Room и Star Wars Hall. На мероприятии также прошли премьеры игр, книг, рыцарских шоу и fireshow. Конвенция мероприятия — «Крепость Торунь».

### 2011
14-16 октября 2011 — второй выпуск фестиваля игр и фэнтези Коперникон. Мероприятие организовано Ассоциацией игр и фантастики «Жемчужина империи». В этом году конвентная школа располагалась на окраине города. Это выпуск Copernicon собрал 770 участников со всей Польши. В его рамках было проведено около 500 часов программы, фестиваль посетили 32 гостя, в том числе один иностранец, Майк Похьола, создатель игр RPG, LARP и писатель. Одним из авторов, присутствовавших на мероприятии, был Андрей Сапковский. Copernicon был разделен на несколько программных блоков, включая научно-популярные, RPG и LARP, Presentation, Video Room, Games Room и другие. Конвенция мероприятия — «Steampunk».

### 2012
5-7 октября 2012 — третий выпуск фестиваля игр и фантастики Коперникон был подготовлен Ассоциацией любителей игр и фантастики Thorn. Мероприятие проводилось в четырёх основных местах: три, где проводились мероприятия Конвента, и школа, предназначенная как спальное здание для участников. Это были Collegium Maius UMK, особняк Артуса, тевтонский замок и начальная школа № 13, все расположенные в Старом городе. Конвенцией фестиваля стал «апокалипсис». Третий выпуск Коперникон был первым, на который аккредитовалось более 1000 человек. Конвент посетили, между прочим, Ярослав Грязный, Петр В. Холева, Якуб Чвек, Анета Ядовска и Станислав Мадерек. Так же, как и прежде, фестиваль делился на программные блоки, такие как блок RPG, LARP, научный, литературный, конкурсный Японии-Аниме-Манга, Star Wars, обмен карточками, игры, видео popkulturowy. На мероприятии также состоялись рыцарские шоу, fireshow и турнир за звание чемпиона крепости Торунь в трех категориях: Лучший мастер игры, Лучшая авторская ролевая игра и Лучший Джипформ, где жюри решило изменить правила и вручить статуэтку лучшему игроку на джипе.

### 2013
13-15 сентября 2013 — четвёртый выпуск Коперникон состоялся 13-15 сентября 2013 года в Collegium Maius и Collegium Minus университета Николая Коперника в Торуни, а в качестве конвенции была принята high fantasy. Гостями фестиваля были Катажина Чайка, Яков Чвек, Агнешка Шум, Марек С. Хуберат, Яцек Инглот, Анета Ядовска, Даниэль Лелек, Станислав Мадерек, Илона Мышковска, Кшиштоф Пискорски, Тадеуш Рачкевич, Витольд Варгас и Анджей Зимняк. Во время фестиваля состоялись лекции, игры, мастер-классы, шоу, конкурсы и другие мероприятия в рамках блоков: литературно-комиксный, поп-культуры, конкурсной RPG сессии, манга и аниме, детского, настольные игры, околофестивального, Звездные, Войны, боевых игр, научной, LARP, post-apo, и блока др. Фестиваль посетили более 1200 человек.

### 2014
Следующий выпуск фестиваля был проведен 19-21 сентября 2014 в Collegium Maius и Collegium Минус УМК, Молодёжный дом культуры и Центр Современного Искусства" Знаки Времени " в Торуни. Гостями этого фестиваля, между прочим, были: Katarzyna Babis, Ewa Białołęcka, Bartek Biedrzycki, Katarzyna Czajka-Kominiarczuk, Jakub Dębski, Dariusz Domagalski, Olga Gromyko, Agnieszka Hałas, Jacek Inglot, Aneta Jadowska, Anna Kańtoch, Jacek Komuda, Stanisław Mąderek, Ilona Myszkowska, Konrad Okoński, Dominika Oramus, Marek Oramus, Jacek Piekara Dominik Sokołowski, Michał Stachyra, Witold Vargas, Marcin Wełnicki и Andrzej Zimniak. Во время фестиваля было проведено около 600 часов программы, включая лекции, игры, семинары, шоу и турниры. Фестиваль посетили более 2000 участников.

### 2015
Коперникон 2015 проходил с 18 по 20 сентября в Торуни, в зданиях Collegium Maius и Collegium Минус УМК и Центра Современного Искусства «Знаки Времени». Конвенцией фестиваля стали «Пираты». В этом году фестиваль совместили с съездом фанатов Звездных Войн Star Force. Гостями фестиваля были, между прочим, Naomi Novik, Mark Hodder, Ewa Białołęcka, Dariusz Domagalski, Aneta Jadowska i Rafał W. Orkan.

### 2016
Коперникон 2016 проходил с 16 по 18 сентября 2016 года в Торуни. Конвенцией фестиваля была научная фантастика. Гостями были, между прочим, Maja Lidia Kossakowska, Andrzej Pilipiuk, Paweł Majka, Konrad Okoński, Aneta Jadowska и Marek Oramus. В рамках фестиваля состоялось вручение литературной премии имени Jerzego Żuławskiego и премии Квентина, а также конкурс косплей. По случаю этого фестиваля был проведен первый литературный конкурс « За перо Метатрона».

### 2017
Коперникон 2017 проходил с 22 по 24 сентября. Конвенция фестиваля — «городская фантазия». Среди десятков гостей фестиваля есть, между прочим, писатели Andrzej Pilipiuk, Robert M. Wegner и Łukasz Orbitowski, интернет-личности, такие как Jakub «Dem» Dębski или Katarzyna Czajka-Kominiarczuk и комиксисты, например, Katarzyna Babis и Ilona Myszkowska. Во время Коперникона также проводится церемония вручения литературной премии им. Jerzego Żuławskiego и общенациональная научная конференция, сопровождающая церемонию вручения.